# Maria Kurowska (samorządowiec)
Maria Stanisława Kurowska z domu Potrzeba (ur. 3 czerwca 1954 w Brzostku) – polska nauczycielka, działaczka samorządowa i polityk, w latach 2006–2010 burmistrz Jasła, w latach 2014–2019 członek zarządu województwa województwa podkarpackiego (do 2018 jako wicemarszałek), posłanka na Sejm IX i X kadencji.

## Życiorys
Kształciła się w Technikum Chemicznym w Jaśle, w 1979 ukończyła studia na Akademii Ekonomicznej w Krakowie, a w 1990 studia podyplomowe w Wyższej Szkole Informatyki i Zarządzania w Rzeszowie. Pracowała jako nauczycielka w szkołach podstawowych w Błażkowej, Wróblowej i Lipnicy Dolnej. W latach 1991–2006 pełniła funkcję dyrektora placówki oświatowej w ostatniej z tych miejscowości.
W 1977 brała udział w powstaniu Studenckiego Komitetu Solidarności w Krakowie. W 1989 została przewodniczącą gminnego koła „Solidarności”. Od 1990 do 1998 była radną gminy Brzyska, pełniła funkcję przewodniczącej rady gminy I kadencji. W 1998, 2002 i 2006 wybierana do rady powiatu jasielskiego, której przewodniczyła w okresie I i II kadencji. Należała do Zjednoczenia Chrześcijańsko-Narodowego, a następnie do Prawa i Sprawiedliwości. W wyborach w 2006 została wybrana na burmistrza Jasła. Cztery lata później bez powodzenia ubiegała się o reelekcję, przegrywając w drugiej turze ze swoim poprzednikiem Andrzejem Czerneckim. W 2011 bezskutecznie kandydowała do Sejmu. Dołączyła następnie do Solidarnej Polski (w 2023 przemianowanej na Suwerenną Polskę). Z jej listy startowała w 2014 także bez powodzenia do Parlamentu Europejskiego.
W wyborach samorządowych w tym samym roku uzyskała mandat radnej Sejmiku Województwa Podkarpackiego V kadencji (z listy PiS jako kandydatka Solidarnej Polski). Powołana następnie na stanowisko wicemarszałka. W 2018 skutecznie ubiegała się o reelekcję w wyborach do sejmiku, po czym objęła funkcję członka zarządu województwa kolejnej kadencji. W wyborach do Parlamentu Europejskiego w 2019 bezskutecznie ubiegała się o mandat posła do PE z okręgu obejmującego województwo podkarpackie. W wyborach krajowych w tym samym roku została natomiast wybrana z 21. miejsca listy PiS do Sejmu IX kadencji w okręgu krośnieńskim, otrzymując 18 936 głosów. Wygasł wówczas jej mandat radnej sejmiku (który został objęty przez Monikę Brewczak).
W wyborach w 2023 z powodzeniem ubiegała się o poselską reelekcję (z wynikiem 20 813 głosów). W 2024 z ramienia PiS wystartowała w kolejnych wyborach europejskich i nie uzyskała mandatu. W tym samym roku powróciła do PiS po przyłączeniu się Suwerennej Polski do tej partii.

## Życie prywatne
Córka Tadeusza i Julii. Jest wdową po Stanisławie Kurowskim (1946–2020); ma troje dzieci. Zamieszkała w Dąbrówce.

## Odznaczenia i wyróżnienia
Wyróżniona Srebrną Odznaką „Zasłużony Działacz TPD” (2009) oraz Złotą (2015) i Srebrną (2009) Odznaką Honorową PZM. W 2010 otrzymała medal z okazji stulecia istnienia klubu Czarni 1910 Jasło. W 2023 przyznano jej odznakę „Za zasługi dla łowiectwa Rzeszowszczyzny”.
Laureatka antynagrody „Klimatyczna Bzdura Roku 2023” portalu Nauka o klimacie.